# Jan Przerębski (ok. 1519–1562)
Jan Przerębski herbu Nowina (ur. ok. 1519 roku, zm. 12 stycznia 1562 roku w Łowiczu) – od 1551 podkanclerzy koronny, sekretarz wielki koronny od 1550 roku, sekretarz królewski, nominat na biskupstwo chełmskie (którego nigdy nie objął), od 1559 arcybiskup gnieźnieński i prymas Polski, prepozyt kapituły kolegiackiej w Wieluniu w 1557 roku.

## Życiorys
Syn kasztelana sieradzkiego Jakuba Przerębskiego. Jego wujami byli Stanisław i Samuel Maciejowscy. Studiował najpierw w Krakowie, a później w Padwie.
W roku 1534 był proboszczem w kościele św. Jadwigi w Krakowie. Do roku 1554 był plebanem
w Konarach (w ziemi czerskiej, niedaleko Warki). W latach 1551–1558 był sekretarzem króla Zygmunta II Augusta
i podkanclerzym koronnym (dzięki protekcji swojego wuja). W 1557 został biskupem chełmskim, którym był do 1558. W 1558 został arcybiskupem gnieźnieńskim, a w roku 1559 został prymasem Polski. Zmarł nieoczekiwanie 12 stycznia 1562 w Łowiczu. Został pochowany w kolegiacie łowickiej.
Był posłem Zygmunta I Starego na sejmik województwa krakowskiego w Proszowicach.
1548 – po śmierci Zygmunta Starego został wysłany, do Wilna, do Zygmunta Augusta by przedstawił w imieniu panów przebywających na dworze krakowskim sprawę zwołania sejmu potwierdzającego prawa i przywileje szlacheckie.
1553 – w Wiedniu razem z Mikołajem Czarnym Radziwiłłem uzgadniał umowę przedślubną z Katarzyną Habsburżanką. Pertraktacje trwały długo bo Król Zygmunt August zawierając polityczne małżeństwo stawiał wiele warunków.
1556 – będąc podkanclerzym odmówił opieczętowania listów przejezdnych dla Bony – był przeciwny jej wyjazdowi z kraju.
1559 – posłował do Wiednia w sprawie pieniędzy i ruchomości po królowej Bonie, zagarniętych przez dwór hiszpański, kiedy to Filip II obłudnie zgodził się na rozjemstwo prowadzone przez cesarza Ferdynanda I.
XI.1559 r. – został wysłany przez Zygmunta Augusta do Wiednia z propozycją ugody między cesarzem a władcą Siedmiogrodu Janem Zápolyą.
Po objęciu rządów arcybiskupich zwołał synody, na których przeprowadził uchwały zmierzające do podniesienia oświaty. Aby skuteczniej walczyć z protestantyzmem polecał zakładanie seminariów oraz troskę o szkoły parafialne i kolegiackie. “Pragnął ożywić gorliwość duchowieństwa, pobudzić czujność przeciw nowinkom religijnym”. W swojej działalności szczególnie wiele miejsca poświęcał sprawom szerzącej się wówczas reformacji. W 1561 r. przewodził synodowi biskupiemu w Warszawie, który rozpatrywał projekt reformy Kościoła w Polsce.
W Skierniewicach założył szkołę, której absolwenci mogli kontynuować naukę w Akademii Krakowskiej. Do jej prowadzenia sprowadził z Akademii Krakowskiej Benedykta Herbesta – wspaniałego mówcę znającego doskonale grekę i łacinę. Herbest przebywał w Skierniewicach w latach 1559–1560. Zamierzał również powołać szkołę wyższą w Gnieźnie.
Pochowany w kolegiacie Wniebowzięcia NMP i św. Mikołaja w Łowiczu.